# Handball-Europameisterschaft der Männer 2018
Die 13. Handball-Europameisterschaft der Männer wurde vom 12. bis 28. Januar 2018 in Kroatien ausgetragen. Nach 2000 war es die zweite Handball-EM, die in diesem Land ausgetragen wurde. Veranstalter war die Europäische Handballföderation (EHF). Europameister wurde Spanien mit einem 29:23-Finalsieg über Schweden.

## Ausrichter
Der 12. Kongress der Europäischen Handballföderation vergab die Veranstaltung während seiner Sitzung am 20. September 2014 in Dublin an den Kroatischen Handballverband.

## Austragungsorte
Als Austragungsorte wurden folgende Standorte definiert. Das Finale fand in der Arena Zagreb statt.
| Ansicht | Informationen | Stadt    | Kapazität |
| ------- | --- | -------- | --------- |
|         | Arena Zagreb Die Halle ist Kroatiens größte Multifunktionshalle. Sie liegt in Zentralkroatien. Hier fand das Endspiel der Weltmeisterschaft 2009 statt.                                                                                         | Zagreb   | 15.200    |
|         | Spaladium Arena Diese neu errichtete Multifunktionshalle wird hauptsächlich vom Basketballverein KK Split genutzt. Sie deckt den Süden Kroatiens ab.                                                                                            | Split    | 12.500    |
|         | Gradska dvorana Varaždin Die Stadt Varaždin liegt im Norden Kroatiens. Die als Neubau im Dezember 2008 eröffnete Halle dient als Spielort des Handball-Erstligisten RK Varteks Varaždin.                                                        | Varaždin | 05.200    |
|         | Športska dvorana Žatika Poreč liegt direkt an der Küste in der Region Istrien im Nordwesten Kroatiens. Der RK Poreč ist in der ersten kroatischen Handball-Liga vertreten. Die Žatika-Halle ist ein Neubau und wurde im November 2008 eröffnet. | Poreč    | 03.710    |

## Modus
Gemäß Artikel 9 der EHF EURO Regulations wurde der Europameister 2018 wie folgt ermittelt:
Die Vorrunde wurde in vier Gruppen mit jeweils vier Mannschaften gespielt. Jede Mannschaft einer Gruppe spielte einmal gegen jedes andere Team der gleichen Gruppe. Die Gruppenvierten schieden aus dem Turnier aus; alle anderen qualifizierten sich für die Hauptrunde.
In der Hauptrunde wurden die jeweils besten drei Mannschaften von je zwei Gruppen zu Sechsergruppen zusammengefasst, wobei die Ergebnisse gegen die beiden anderen ebenfalls qualifizierten Vorrundengegner übernommen wurden.
Die Mannschaften aus den Vorrundengruppen A und B bildeten die Hauptrundengruppe 1, die aus C und D die Gruppe 2. Innerhalb einer Hauptrundengruppe spielte jede Mannschaft gegen die drei qualifizierten Mannschaften aus der anderen Vorrundengruppe.
Bei Punktgleichheit innerhalb einer Vor- oder Hauptrundengruppe galt vor Abschluss der jeweiligen Runde die folgende Reihenfolge bei der Ermittlung der Platzierung:
- bessere Tordifferenz aus allen Gruppenspielen,
- größere Anzahl an Toren, die in allen Gruppenspielen erzielt wurden,
- alphabetische Reihenfolge.

Bei Punktgleichheit innerhalb einer Vor- oder Hauptrundengruppe entschied nach Abschluss der jeweiligen Runde der direkte Vergleich. War auch hier nur ein Gleichstand feststellbar, galt folgende Reihenfolge bei der Ermittlung der Platzierung:
- bessere Tordifferenz zwischen den betreffenden Mannschaften,
- größere Anzahl an Toren zwischen den betreffenden Mannschaften, die in den Gruppenspielen erzielt wurden,
- bessere Tordifferenz aus allen Gruppenspielen (also Vor- und Hauptrunde), die durch Subtraktion errechnet wird,
- größere Anzahl an Toren, die in allen Gruppenspielen erzielt wurden,
- Auslosung durch die EHF in Beisein eines Mannschaftsverantwortlichen der betreffenden Mannschaften.

Die Ränge 13 bis 16 belegten die Gruppenvierten der Vorrunde, die Ränge 7 bis 12 die Viert-, Fünft- und Sechstplatzierten der Hauptrunde.
Die Drittplatzierten der beiden Hauptrundengruppen bestritten das Spiel um Platz 5.
Die Gruppensieger und -zweiten der Hauptrunde spielten im Halbfinale über Kreuz um die Finalteilnahme. Die Verlierer der Halbfinals bestritten das Spiel um Platz 3, während die Sieger im Finale den Europameister 2018 ermittelten.

## Teilnehmer
Gastgeber Kroatien war für die Endrunde im Januar 2018 direkt qualifiziert. Die restlichen 15 Startplätze wurden ab Oktober 2014 in zwei Qualifikationsrunden ermittelt. Folgende 16 Mannschaften nahmen an der Handball-Europameisterschaft 2018 teil:
| Verband        | Qualifiziert als          | Datum der Qualifikation | Bisherige Teilnahmen an Europameisterschaften                               | Titel                  |
| -------------- | ------------------------- | ----------------------- | --------------------------------------------------------------------------- | ---------------------- |
| Kroatien       | Gastgeber                 | 20. September 2014      | 12 (1994, 1996, 1998, 2000, 2002, 2004, 2006, 2008, 2010, 2012, 2014, 2016) |                        |
| Spanien        | Sieger Gruppe 3           | 6. Mai 2017             | 12 (1994, 1996, 1998, 2000, 2002, 2004, 2006, 2008, 2010, 2012, 2014, 2016) |                        |
| Deutschland    | Sieger Gruppe 5           | 6. Mai 2017             | 11 (1994, 1996, 1998, 2000, 2002, 2004, 2006, 2008, 2010, 2012, 2016)       | 2004, 2016             |
| Schweden       | Sieger Gruppe 6           | 6. Mai 2017             | 11 (1994, 1996, 1998, 2000, 2002, 2004, 2008, 2010, 2012, 2014, 2016)       | 1994, 1998, 2000, 2002 |
| Dänemark       | Sieger Gruppe 1           | 14. Juni 2017           | 11 (1994, 1996, 2000, 2002, 2004, 2006, 2008, 2010, 2012, 2014, 2016)       | 2008, 2012             |
| Frankreich     | Sieger Gruppe 7           | 14. Juni 2017           | 12 (1994, 1996, 1998, 2000, 2002, 2004, 2006, 2008, 2010, 2012, 2014, 2016) | 2006, 2010, 2014       |
| Ungarn         | Zweiter Gruppe 1          | 15. Juni 2017           | 10 (1994, 1996, 1998, 2004, 2006, 2008, 2010, 2012, 2014, 2016)             |                        |
| Belarus        | Sieger Gruppe 2           | 15. Juni 2017           | 04 (1994, 2008, 2014, 2016)                                                 |                        |
| Serbien        | Zweiter Gruppe 2          | 15. Juni 2017           | 04 (2010, 2012, 2014, 2016)                                                 |                        |
| Österreich     | Zweiter Gruppe 3          | 17. Juni 2017           | 02 (2010, 2014)                                                             |                        |
| Slowenien      | Zweiter Gruppe 5          | 17. Juni 2017           | 10 (1994, 1996, 2000, 2002, 2004, 2006, 2008, 2010, 2012, 2016)             |                        |
| Montenegro     | Zweiter Gruppe 6          | 17. Juni 2017           | 03 (2008, 2014, 2016)                                                       |                        |
| Norwegen       | Zweiter Gruppe 7          | 17. Juni 2017           | 07 (2000, 2006, 2008, 2010, 2012, 2014, 2016)                               |                        |
| Nordmazedonien | Sieger Gruppe 4           | 18. Juni 2017           | 04 (1998, 2012, 2014, 2016)                                                 |                        |
| Tschechien     | Zweiter Gruppe 4          | 18. Juni 2017           | 04 (1996, 2010, 2012, 2014)                                                 |                        |
| Island         | Bester Dritter (Gruppe 4) | 18. Juni 2017           | 09 (2000, 2002, 2004, 2006, 2008, 2010, 2012, 2014, 2016)                   |                        |

## Gruppenauslosung
Die Auslosung der Vorrundengruppen fand am 23. Juni 2017 in Zagreb statt. Die sechzehn qualifizierten Mannschaften wurden vor der Auslosung entsprechend ihrem Abschneiden in der Qualifikation auf vier Töpfe verteilt. Zudem ordnete der Gastgeberverband den vier Gruppen und ihren Gastgeberstätten je eine Mannschaft zu, wobei entsprechend dem Reglement das zu erwartende Zuschauerinteresse berücksichtigt wurde.
| Gruppen- platz 1 | Kroatien | Deutschland | Spanien    | Frankreich     |
| Gruppen- platz 2 | Dänemark | Belarus     | Schweden   | Nordmazedonien |
| Gruppen- platz 3 | Norwegen | Serbien     | Montenegro | Tschechien     |
| Gruppen- platz 4 | Ungarn   | Slowenien   | Österreich | Island         |

Die vier für je eine Gruppe gesetzten Mannschaften:
- Kroatien für Gruppe A in Split
- Norwegen für Gruppe B in Poreč
- Slowenien für Gruppe C in Zagreb
- Ungarn für Gruppe D in Varaždin

Die zwölf für keine Gruppe gesetzten Mannschaften wurden dann den Gruppenplätzen zugelost, was die folgenden Gruppen ergab:
| Gruppe A Split     | Gruppe B Poreč     | Gruppe C Zagreb     | Gruppe D Varaždin |
| ------------------ | ------------------ | ------------------- | ----------------- |
| Kroatien (gesetzt) | Frankreich         | Deutschland         | Spanien           |
| Schweden           | Belarus            | Nordmazedonien      | Dänemark          |
| Serbien            | Norwegen (gesetzt) | Montenegro          | Tschechien        |
| Island             | Österreich         | Slowenien (gesetzt) | Ungarn (gesetzt)  |

## Vorrunde
|  | Qualifikationsplatz für die Hauptrunde |
|  | Platz der ausscheidenden Nation        |

### Gruppe A
| Pl. | Land     | Sp. | S | U | N | Tore    | Diff. | Punkte |
| --- | -------- | --- | - | - | - | ------- | ----- | ------ |
| 1.  | Schweden | 3   | 2 | 0 | 1 | 089:820 | +7    | 4      |
| 2.  | Kroatien | 3   | 2 | 0 | 1 | 092:790 | +13   | 4      |
| 3.  | Serbien  | 3   | 1 | 0 | 2 | 076:880 | −12   | 2      |
| 4.  | Island   | 3   | 1 | 0 | 2 | 074:820 | −8    | 2      |

| 12. Januar 2018 18:15 Uhr | Schweden                    | 24:26        | Island                     | Spaladium Arena, Split Zuschauer: 8.700 Schiedsrichter: Nikolov, Načevski |
| 12. Januar 2018 18:15 Uhr | meiste Tore: Gottfridsson 6 | (8:15)       | meiste Tore: Guðmundsson 7 | Spaladium Arena, Split Zuschauer: 8.700 Schiedsrichter: Nikolov, Načevski |
| 12. Januar 2018 18:15 Uhr | Strafen: 2× 4×              | Spielbericht | Strafen: 3× 2×             | Spaladium Arena, Split Zuschauer: 8.700 Schiedsrichter: Nikolov, Načevski |

| 12. Januar 2018 20:30 Uhr | Kroatien                         | 32:22        | Serbien                | Spaladium Arena, Split Zuschauer: 11.000 Schiedsrichter: Geipel, Helbig |
| 12. Januar 2018 20:30 Uhr | meiste Tore: Stepančić, Štrlek 6 | (14:9)       | meiste Tore: Nenadić 6 | Spaladium Arena, Split Zuschauer: 11.000 Schiedsrichter: Geipel, Helbig |
| 12. Januar 2018 20:30 Uhr | Strafen: 2× 3×                   | Spielbericht | Strafen: 1× 4×         | Spaladium Arena, Split Zuschauer: 11.000 Schiedsrichter: Geipel, Helbig |

| 14. Januar 2018 18:15 Uhr | Serbien             | 25:30        | Schweden                 | Spaladium Arena, Split Zuschauer: 9.500 Schiedsrichter: Gjeding, Hansen |
| 14. Januar 2018 18:15 Uhr | meiste Tore: Ilić 5 | (10:16)      | meiste Tore: Lagergren 5 | Spaladium Arena, Split Zuschauer: 9.500 Schiedsrichter: Gjeding, Hansen |
| 14. Januar 2018 18:15 Uhr | Strafen: 1× 4×      | Spielbericht | Strafen: 2× 6×           | Spaladium Arena, Split Zuschauer: 9.500 Schiedsrichter: Gjeding, Hansen |

| 14. Januar 2018 20:30 Uhr | Island                    | 22:29        | Kroatien               | Spaladium Arena, Split Zuschauer: 10.500 Schiedsrichter: Sotin, Wolodkow |
| 14. Januar 2018 20:30 Uhr | meiste Tore: Pálmarsson 5 | (13:14)      | meiste Tore: Cindrić 7 | Spaladium Arena, Split Zuschauer: 10.500 Schiedsrichter: Sotin, Wolodkow |
| 14. Januar 2018 20:30 Uhr | Strafen: 4×               | Spielbericht | Strafen: 3× 2×         | Spaladium Arena, Split Zuschauer: 10.500 Schiedsrichter: Sotin, Wolodkow |

| 16. Januar 2018 18:15 Uhr | Serbien                           | 29:26        | Island                    | Spaladium Arena, Split Zuschauer: 9.800 Schiedsrichter: Raluy López, Sabroso Ramírez |
| 16. Januar 2018 18:15 Uhr | meiste Tore: Šešum, Radivojević 5 | (12:12)      | meiste Tore: Sigurðsson 8 | Spaladium Arena, Split Zuschauer: 9.800 Schiedsrichter: Raluy López, Sabroso Ramírez |
| 16. Januar 2018 18:15 Uhr | Strafen: 2× 3×                    | Spielbericht | Strafen: 3× 4×            | Spaladium Arena, Split Zuschauer: 9.800 Schiedsrichter: Raluy López, Sabroso Ramírez |

| 16. Januar 2018 20:30 Uhr | Kroatien             | 31:35        | Schweden                 | Spaladium Arena, Split Zuschauer: 11.000 Schiedsrichter: Horáček, Novotný |
| 16. Januar 2018 20:30 Uhr | meiste Tore: Čupić 7 | (12:17)      | meiste Tore: Lagergren 6 | Spaladium Arena, Split Zuschauer: 11.000 Schiedsrichter: Horáček, Novotný |
| 16. Januar 2018 20:30 Uhr | Strafen: 3× 4×       | Spielbericht | Strafen: 2× 5×           | Spaladium Arena, Split Zuschauer: 11.000 Schiedsrichter: Horáček, Novotný |

### Gruppe B
| Pl. | Land       | Sp. | S | U | N | Tore     | Diff. | Punkte |
| --- | ---------- | --- | - | - | - | -------- | ----- | ------ |
| 1.  | Frankreich | 3   | 3 | 0 | 0 | 097:820  | +15   | 6      |
| 2.  | Norwegen   | 3   | 2 | 0 | 1 | 0103:880 | +15   | 4      |
| 3.  | Belarus    | 3   | 1 | 0 | 2 | 080:910  | −11   | 2      |
| 4.  | Österreich | 3   | 0 | 0 | 3 | 080:990  | −19   | 0      |

| 12. Januar 2018 18:15 Uhr | Belarus                | 27:26        | Österreich           | Športska dvorana Žatika, Poreč Zuschauer: 3.100 Schiedsrichter: Horáček, Novotný |
| 12. Januar 2018 18:15 Uhr | meiste Tore: Kulesch 7 | (14:12)      | meiste Tore: Bilyk 8 | Športska dvorana Žatika, Poreč Zuschauer: 3.100 Schiedsrichter: Horáček, Novotný |
| 12. Januar 2018 18:15 Uhr | Strafen: 3× 4×         | Spielbericht | Strafen: 2× 7× 1×    | Športska dvorana Žatika, Poreč Zuschauer: 3.100 Schiedsrichter: Horáček, Novotný |

| 12. Januar 2018 20:30 Uhr | Frankreich          | 32:31        | Norwegen                | Športska dvorana Žatika, Poreč Zuschauer: 3.600 Schiedsrichter: Raluy López, Sabroso Ramírez |
| 12. Januar 2018 20:30 Uhr | meiste Tore: Mahé 8 | (15:17)      | meiste Tore: Tønnesen 7 | Športska dvorana Žatika, Poreč Zuschauer: 3.600 Schiedsrichter: Raluy López, Sabroso Ramírez |
| 12. Januar 2018 20:30 Uhr | Strafen: 2×         | Spielbericht | Strafen: 3×             | Športska dvorana Žatika, Poreč Zuschauer: 3.600 Schiedsrichter: Raluy López, Sabroso Ramírez |

| 14. Januar 2018 18:15 Uhr | Österreich           | 26:33        | Frankreich               | Športska dvorana Žatika, Poreč Zuschauer: 2.900 Schiedsrichter: Geipel, Helbig |
| 14. Januar 2018 18:15 Uhr | meiste Tore: Weber 5 | (12:17)      | meiste Tore: N’Guessan 7 | Športska dvorana Žatika, Poreč Zuschauer: 2.900 Schiedsrichter: Geipel, Helbig |
| 14. Januar 2018 18:15 Uhr | Strafen: 1× 5× 1×    | Spielbericht | Strafen: 3×              | Športska dvorana Žatika, Poreč Zuschauer: 2.900 Schiedsrichter: Geipel, Helbig |

| 14. Januar 2018 20:30 Uhr | Norwegen                                   | 33:28        | Belarus                 | Športska dvorana Žatika, Poreč Zuschauer: 2.500 Schiedsrichter: Nikolov, Načevski |
| 14. Januar 2018 20:30 Uhr | meiste Tore: Sagosen, Bjørnsen, Gullerud 6 | (15:12)      | meiste Tore: Karaljok 5 | Športska dvorana Žatika, Poreč Zuschauer: 2.500 Schiedsrichter: Nikolov, Načevski |
| 14. Januar 2018 20:30 Uhr | Strafen: 3× 2×                             | Spielbericht | Strafen: 3× 6×          | Športska dvorana Žatika, Poreč Zuschauer: 2.500 Schiedsrichter: Nikolov, Načevski |

| 16. Januar 2018 18:15 Uhr | Frankreich         | 32:25        | Belarus                     | Športska dvorana Žatika, Poreč Zuschauer: 2.300 Schiedsrichter: Mažeika, Gatelis |
| 16. Januar 2018 18:15 Uhr | meiste Tore: Mem 9 | (14:11)      | meiste Tore: Padschywalau 6 | Športska dvorana Žatika, Poreč Zuschauer: 2.300 Schiedsrichter: Mažeika, Gatelis |
| 16. Januar 2018 18:15 Uhr | Strafen: 3× 2×     | Spielbericht | Strafen: 1× 4× 1×           | Športska dvorana Žatika, Poreč Zuschauer: 2.300 Schiedsrichter: Mažeika, Gatelis |

| 16. Januar 2018 20:30 Uhr | Norwegen                | 39:28        | Österreich           | Športska dvorana Žatika, Poreč Zuschauer: 1.600 Schiedsrichter: Gjeding, Hansen |
| 16. Januar 2018 20:30 Uhr | meiste Tore: Bjørnsen 9 | (17:14)      | meiste Tore: Bilyk 9 | Športska dvorana Žatika, Poreč Zuschauer: 1.600 Schiedsrichter: Gjeding, Hansen |
| 16. Januar 2018 20:30 Uhr | Strafen: 2× 6×          | Spielbericht | Strafen: 3× 5× 2× 1× | Športska dvorana Žatika, Poreč Zuschauer: 1.600 Schiedsrichter: Gjeding, Hansen |

### Gruppe C
| Pl. | Land           | Sp. | S | U | N | Tore    | Diff. | Punkte |
| --- | -------------- | --- | - | - | - | ------- | ----- | ------ |
| 1.  | Nordmazedonien | 3   | 2 | 1 | 0 | 079:770 | +2    | 5      |
| 2.  | Deutschland    | 3   | 1 | 2 | 0 | 082:690 | +13   | 4      |
| 3.  | Slowenien      | 3   | 1 | 1 | 1 | 077:690 | +8    | 3      |
| 4.  | Montenegro     | 3   | 0 | 0 | 3 | 066:890 | −23   | 0      |

Slowenien legte gegen die Wertung des Gruppenspiels gegen Deutschland Protest ein. Nach Ablauf der regulären Spielzeit hatten die litauischen Schiedsrichter wegen eines slowenischen Regelverstoßes in den Schlusssekunden den Videobeweis zu Rate gezogen und Deutschland noch einen Siebenmeter zugesprochen, der zum 25:25-Ausgleich führte. Die Disziplinarkommission der Europäischen Handballföderation (EHF) wies den Protest ab. Dagegen legte Slowenien Einspruch ein und drohte nach Aussagen aus Verbandskreisen, die Europameisterschaft vorzeitig zu verlassen. Die EHF-Kommission beurteilte das Vorgehen der Schiedsrichter als regelkonform – der erneute Einspruch Sloweniens wurde endgültig abgewiesen.
| 13. Januar 2018 17:15 Uhr | Deutschland               | 32:19        | Montenegro              | Arena Zagreb, Zagreb Zuschauer: 8.000 Schiedsrichter: Pichon, Reveret |
| 13. Januar 2018 17:15 Uhr | meiste Tore: Gensheimer 9 | (17:9)       | meiste Tore: Lipovina 7 | Arena Zagreb, Zagreb Zuschauer: 8.000 Schiedsrichter: Pichon, Reveret |
| 13. Januar 2018 17:15 Uhr | Strafen: 3× 8× 1×         | Spielbericht | Strafen: 2× 4×          | Arena Zagreb, Zagreb Zuschauer: 8.000 Schiedsrichter: Pichon, Reveret |

| 13. Januar 2018 19:30 Uhr | Mazedonien              | 25:24        | Slowenien             | Arena Zagreb, Zagreb Zuschauer: 11.000 Schiedsrichter: Dinu, Din |
| 13. Januar 2018 19:30 Uhr | meiste Tore: Manaskov 8 | (11:11)      | meiste Tore: Mlakar 4 | Arena Zagreb, Zagreb Zuschauer: 11.000 Schiedsrichter: Dinu, Din |
| 13. Januar 2018 19:30 Uhr | Strafen: 4× 6×          | Spielbericht | Strafen: 4× 11× 1×    | Arena Zagreb, Zagreb Zuschauer: 11.000 Schiedsrichter: Dinu, Din |

| 15. Januar 2018 18:15 Uhr | Slowenien              | 25:25        | Deutschland               | Arena Zagreb, Zagreb Zuschauer: 6.500 Schiedsrichter: Mažeika, Gatelis |
| 15. Januar 2018 18:15 Uhr | meiste Tore: Zarabec 5 | (15:10)      | meiste Tore: Gensheimer 7 | Arena Zagreb, Zagreb Zuschauer: 6.500 Schiedsrichter: Mažeika, Gatelis |
| 15. Januar 2018 18:15 Uhr | Strafen: 4× 8× 1×      | Spielbericht | Strafen: 4× 3×            | Arena Zagreb, Zagreb Zuschauer: 6.500 Schiedsrichter: Mažeika, Gatelis |

| 15. Januar 2018 20:30 Uhr | Montenegro           | 28:29        | Mazedonien                 | Arena Zagreb, Zagreb Zuschauer: 5.000 Schiedsrichter: Santos, Fonseca |
| 15. Januar 2018 20:30 Uhr | meiste Tore: Čavor 6 | (16:15)      | meiste Tore: Kuzmanovski 5 | Arena Zagreb, Zagreb Zuschauer: 5.000 Schiedsrichter: Santos, Fonseca |
| 15. Januar 2018 20:30 Uhr | Strafen: 2× 7× 1×    | Spielbericht | Strafen: 2× 8×             | Arena Zagreb, Zagreb Zuschauer: 5.000 Schiedsrichter: Santos, Fonseca |

| 17. Januar 2018 18:15 Uhr | Deutschland             | 25:25        | Mazedonien             | Arena Zagreb, Zagreb Zuschauer: 5.100 Schiedsrichter: Husko, Repkin |
| 17. Januar 2018 18:15 Uhr | meiste Tore: Weinhold 8 | (12:11)      | meiste Tore: Taleski 6 | Arena Zagreb, Zagreb Zuschauer: 5.100 Schiedsrichter: Husko, Repkin |
| 17. Januar 2018 18:15 Uhr | Strafen: 3×             | Spielbericht | Strafen: 3× 2×         | Arena Zagreb, Zagreb Zuschauer: 5.100 Schiedsrichter: Husko, Repkin |

| 17. Januar 2018 20:30 Uhr | Montenegro                | 19:28        | Slowenien             | Arena Zagreb, Zagreb Zuschauer: 6.200 Schiedsrichter: Gubica, Milošević |
| 17. Januar 2018 20:30 Uhr | meiste Tore: Ševaljević 6 | (13:14)      | meiste Tore: Marguč 6 | Arena Zagreb, Zagreb Zuschauer: 6.200 Schiedsrichter: Gubica, Milošević |
| 17. Januar 2018 20:30 Uhr | Strafen: 3× 5×            | Spielbericht | Strafen: 2× 5× 1×     | Arena Zagreb, Zagreb Zuschauer: 6.200 Schiedsrichter: Gubica, Milošević |

### Gruppe D
| Pl. | Land       | Sp. | S | U | N | Tore    | Diff. | Punkte |
| --- | ---------- | --- | - | - | - | ------- | ----- | ------ |
| 1.  | Spanien    | 3   | 2 | 0 | 1 | 081:650 | +16   | 4      |
| 2.  | Dänemark   | 3   | 2 | 0 | 1 | 084:750 | +9    | 4      |
| 3.  | Tschechien | 3   | 2 | 0 | 1 | 076:860 | −10   | 4      |
| 4.  | Ungarn     | 3   | 0 | 0 | 3 | 077:920 | −15   | 0      |

| 13. Januar 2018 18:15 Uhr | Spanien                                 | 32:15        | Tschechien              | Varaždin Arena, Varaždin Zuschauer: 3.780 Schiedsrichter: Santos, Fonseca |
| 13. Januar 2018 18:15 Uhr | meiste Tore: Rivera, Entrerríos, Solé 5 | (16:9)       | meiste Tore: Kašpárek 5 | Varaždin Arena, Varaždin Zuschauer: 3.780 Schiedsrichter: Santos, Fonseca |
| 13. Januar 2018 18:15 Uhr | Strafen: 1× 2×                          | Spielbericht | Strafen: 2× 4×          | Varaždin Arena, Varaždin Zuschauer: 3.780 Schiedsrichter: Santos, Fonseca |

| 13. Januar 2018 20:30 Uhr | Dänemark                     | 32:25        | Ungarn               | Varaždin Arena, Varaždin Zuschauer: 5.170 Schiedsrichter: Gubica, Milošević |
| 13. Januar 2018 20:30 Uhr | meiste Tore: Lauge Schmidt 7 | (14:12)      | meiste Tore: Lékai 5 | Varaždin Arena, Varaždin Zuschauer: 5.170 Schiedsrichter: Gubica, Milošević |
| 13. Januar 2018 20:30 Uhr | Strafen: 2× 5× 1×            | Spielbericht | Strafen: 3× 5×       | Varaždin Arena, Varaždin Zuschauer: 5.170 Schiedsrichter: Gubica, Milošević |

| 15. Januar 2018 18:15 Uhr | Ungarn                 | 25:27        | Spanien                                            | Varaždin Arena, Varaždin Zuschauer: 3.470 Schiedsrichter: Dinu, Din |
| 15. Januar 2018 18:15 Uhr | meiste Tore: Bánhidi 6 | (12:13)      | meiste Tore: Rivera, Dujshebaev, Ariño, Figueras 4 | Varaždin Arena, Varaždin Zuschauer: 3.470 Schiedsrichter: Dinu, Din |
| 15. Januar 2018 18:15 Uhr | Strafen: 3× 5×         | Spielbericht | Strafen: 4× 2×                                     | Varaždin Arena, Varaždin Zuschauer: 3.470 Schiedsrichter: Dinu, Din |

| 15. Januar 2018 20:30 Uhr | Tschechien              | 28:27        | Dänemark              | Varaždin Arena, Varaždin Zuschauer: 4.100 Schiedsrichter: Husko, Repkin |
| 15. Januar 2018 20:30 Uhr | meiste Tore: Zdráhala 8 | (15:16)      | meiste Tore: Hansen 7 | Varaždin Arena, Varaždin Zuschauer: 4.100 Schiedsrichter: Husko, Repkin |
| 15. Januar 2018 20:30 Uhr | Strafen: 3× 4×          | Spielbericht | Strafen: 2× 3×        | Varaždin Arena, Varaždin Zuschauer: 4.100 Schiedsrichter: Husko, Repkin |

| 17. Januar 2018 18:15 Uhr | Tschechien               | 33:27        | Ungarn               | Varaždin Arena, Varaždin Zuschauer: 3.790 Schiedsrichter: Pichon, Reveret |
| 17. Januar 2018 18:15 Uhr | meiste Tore: Zdráhala 14 | (15:11)      | meiste Tore: Lékai 9 | Varaždin Arena, Varaždin Zuschauer: 3.790 Schiedsrichter: Pichon, Reveret |
| 17. Januar 2018 18:15 Uhr | Strafen: 2× 3× 1×        | Spielbericht | Strafen: 1×          | Varaždin Arena, Varaždin Zuschauer: 3.790 Schiedsrichter: Pichon, Reveret |

| 17. Januar 2018 20:30 Uhr | Spanien                   | 22:25        | Dänemark               | Varaždin Arena, Varaždin Zuschauer: 4.100 Schiedsrichter: Sotin, Wolodkow |
| 17. Januar 2018 20:30 Uhr | meiste Tore: Dujshebaev 6 | (13:14)      | meiste Tore: Balling 8 | Varaždin Arena, Varaždin Zuschauer: 4.100 Schiedsrichter: Sotin, Wolodkow |
| 17. Januar 2018 20:30 Uhr | Strafen: 3× 1×            | Spielbericht | Strafen: 3×            | Varaždin Arena, Varaždin Zuschauer: 4.100 Schiedsrichter: Sotin, Wolodkow |

## Hauptrunde
| Farbe | Bedeutung                                           |
| ----- | --------------------------------------------------- |
|       | Tabellenplatz qualifiziert für das Halbfinale       |
|       | Tabellenplatz qualifiziert für das Spiel um Platz 5 |
|       | Mannschaft ist ausgeschieden                        |

### Gruppe I
| Pl. | Land       | Sp. | S | U | N | Tore      | Diff. | Punkte |
| --- | ---------- | --- | - | - | - | --------- | ----- | ------ |
| 1.  | Frankreich | 5   | 5 | 0 | 0 | 0156:1300 | +26   | 10     |
| 2.  | Schweden   | 5   | 3 | 0 | 2 | 0136:1270 | +9    | 6      |
| 3.  | Kroatien   | 5   | 3 | 0 | 2 | 0147:1380 | +9    | 6      |
| 4.  | Norwegen   | 5   | 3 | 0 | 2 | 0152:1440 | +8    | 6      |
| 5.  | Belarus    | 5   | 1 | 0 | 4 | 0123:1510 | −28   | 2      |
| 6.  | Serbien    | 5   | 0 | 0 | 5 | 0136:1600 | −24   | 0      |

| 18. Januar 2018 18:15 Uhr | Serbien                         | 27:32        | Norwegen                         | Arena Zagreb, Zagreb Zuschauer: 3.200 Schiedsrichter: Santos, Fonseca |
| 18. Januar 2018 18:15 Uhr | meiste Tore: Šešum, Beljanski 5 | (17:17)      | meiste Tore: Sagosen, Bjørnsen 8 | Arena Zagreb, Zagreb Zuschauer: 3.200 Schiedsrichter: Santos, Fonseca |
| 18. Januar 2018 18:15 Uhr | Strafen: 2× 4×                  | Spielbericht | Strafen: 1× 3×                   | Arena Zagreb, Zagreb Zuschauer: 3.200 Schiedsrichter: Santos, Fonseca |

| 18. Januar 2018 20:30 Uhr | Kroatien                        | 25:23        | Belarus                | Arena Zagreb, Zagreb Zuschauer: 8.100 Schiedsrichter: Sotin, Wolodkow |
| 18. Januar 2018 20:30 Uhr | meiste Tore: Stepančić, Mamić 5 | (15:12)      | meiste Tore: Jurynok 6 | Arena Zagreb, Zagreb Zuschauer: 8.100 Schiedsrichter: Sotin, Wolodkow |
| 18. Januar 2018 20:30 Uhr | Strafen: 4× 1×                  | Spielbericht | Strafen: 3× 1×         | Arena Zagreb, Zagreb Zuschauer: 8.100 Schiedsrichter: Sotin, Wolodkow |

| 20. Januar 2018 18:15 Uhr | Schweden                | 17:23        | Frankreich               | Arena Zagreb, Zagreb Zuschauer: 7.100 Schiedsrichter: Raluy López, Sabroso Ramírez |
| 20. Januar 2018 18:15 Uhr | meiste Tore: Jeppsson 4 | (8:10)       | meiste Tore: Sorhaindo 5 | Arena Zagreb, Zagreb Zuschauer: 7.100 Schiedsrichter: Raluy López, Sabroso Ramírez |
| 20. Januar 2018 18:15 Uhr | Strafen: 2× 4×          | Spielbericht | Strafen: 3× 2× 1×        | Arena Zagreb, Zagreb Zuschauer: 7.100 Schiedsrichter: Raluy López, Sabroso Ramírez |

| 20. Januar 2018 20:30 Uhr | Kroatien              | 32:28        | Norwegen               | Arena Zagreb, Zagreb Zuschauer: 13.000 Schiedsrichter: Dinu, Din |
| 20. Januar 2018 20:30 Uhr | meiste Tore: Štrlek 6 | (17:15)      | meiste Tore: Sagosen 8 | Arena Zagreb, Zagreb Zuschauer: 13.000 Schiedsrichter: Dinu, Din |
| 20. Januar 2018 20:30 Uhr | Strafen: 3× 6×        | Spielbericht | Strafen: 3× 2×         | Arena Zagreb, Zagreb Zuschauer: 13.000 Schiedsrichter: Dinu, Din |

| 22. Januar 2018 18:15 Uhr | Serbien                  | 30:39        | Frankreich                              | Arena Zagreb, Zagreb Zuschauer: 1.700 Schiedsrichter: Gjeding, Hansen |
| 22. Januar 2018 18:15 Uhr | meiste Tore: Zelenović 7 | (12:19)      | meiste Tore: L. Karabatić, Caucheteux 7 | Arena Zagreb, Zagreb Zuschauer: 1.700 Schiedsrichter: Gjeding, Hansen |
| 22. Januar 2018 18:15 Uhr | Strafen: 1× 4× 1×        | Spielbericht | Strafen: 3×                             | Arena Zagreb, Zagreb Zuschauer: 1.700 Schiedsrichter: Gjeding, Hansen |

| 22. Januar 2018 20:30 Uhr | Schweden                        | 29:20        | Belarus                          | Arena Zagreb, Zagreb Zuschauer: 1.400 Schiedsrichter: Horáček, Novotný |
| 22. Januar 2018 20:30 Uhr | meiste Tore: Wanne, Lagergren 4 | (16:11)      | meiste Tore: Kulesch, Karaljok 4 | Arena Zagreb, Zagreb Zuschauer: 1.400 Schiedsrichter: Horáček, Novotný |
| 22. Januar 2018 20:30 Uhr | Strafen: 3× 4×                  | Spielbericht | Strafen: 1× 4×                   | Arena Zagreb, Zagreb Zuschauer: 1.400 Schiedsrichter: Horáček, Novotný |

| 24. Januar 2018 16:00 Uhr | Serbien                | 27:32        | Belarus                  | Arena Zagreb, Zagreb Zuschauer: 1.000 Schiedsrichter: Raluy López, Sabroso Ramírez |
| 24. Januar 2018 16:00 Uhr | meiste Tore: Nenadić 7 | (11:16)      | meiste Tore: Puchouski 9 | Arena Zagreb, Zagreb Zuschauer: 1.000 Schiedsrichter: Raluy López, Sabroso Ramírez |
| 24. Januar 2018 16:00 Uhr | Strafen: 2× 5×         | Spielbericht | Strafen: 3× 4×           | Arena Zagreb, Zagreb Zuschauer: 1.000 Schiedsrichter: Raluy López, Sabroso Ramírez |

| 24. Januar 2018 18:15 Uhr | Schweden                 | 25:28        | Norwegen              | Arena Zagreb, Zagreb Zuschauer: 8.100 Schiedsrichter: Nikolov, Načevski |
| 24. Januar 2018 18:15 Uhr | meiste Tore: Tollbring 6 | (11:12)      | meiste Tore: Myrhol 7 | Arena Zagreb, Zagreb Zuschauer: 8.100 Schiedsrichter: Nikolov, Načevski |
| 24. Januar 2018 18:15 Uhr | Strafen: 2× 3× 1×        | Spielbericht | Strafen: 4× 6×        | Arena Zagreb, Zagreb Zuschauer: 8.100 Schiedsrichter: Nikolov, Načevski |

| 24. Januar 2018 20:30 Uhr | Kroatien              | 27:30        | Frankreich            | Arena Zagreb, Zagreb Zuschauer: 14.000 Schiedsrichter: Geipel, Helbig |
| 24. Januar 2018 20:30 Uhr | meiste Tore: Štrlek 6 | (13:19)      | meiste Tore: Remili 6 | Arena Zagreb, Zagreb Zuschauer: 14.000 Schiedsrichter: Geipel, Helbig |
| 24. Januar 2018 20:30 Uhr | Strafen: 3×           | Spielbericht | Strafen: 5×           | Arena Zagreb, Zagreb Zuschauer: 14.000 Schiedsrichter: Geipel, Helbig |

### Gruppe II
| Pl. | Land           | Sp. | S | U | N | Tore      | Diff. | Punkte |
| --- | -------------- | --- | - | - | - | --------- | ----- | ------ |
| 1.  | Dänemark       | 5   | 4 | 0 | 1 | 0140:1230 | +17   | 8      |
| 2.  | Spanien        | 5   | 3 | 0 | 2 | 0142:1180 | +24   | 6      |
| 3.  | Tschechien     | 5   | 2 | 1 | 2 | 0113:1310 | −18   | 5      |
| 4.  | Slowenien      | 5   | 1 | 2 | 2 | 0134:1330 | +1    | 4      |
| 5.  | Deutschland    | 5   | 1 | 2 | 2 | 0124:1260 | −2    | 4      |
| 6.  | Nordmazedonien | 5   | 1 | 1 | 3 | 0114:1360 | −22   | 3      |

| 19. Januar 2018 18:15 Uhr | Deutschland         | 22:19        | Tschechien         | Varaždin Arena, Varaždin Zuschauer: 2.130 Schiedsrichter: Gubica, Milošević |
| 19. Januar 2018 18:15 Uhr | meiste Tore: Fäth 8 | (9:10)       | meiste Tore: Číp 6 | Varaždin Arena, Varaždin Zuschauer: 2.130 Schiedsrichter: Gubica, Milošević |
| 19. Januar 2018 18:15 Uhr | Strafen: 2× 3×      | Spielbericht | Strafen: 3× 4×     | Varaždin Arena, Varaždin Zuschauer: 2.130 Schiedsrichter: Gubica, Milošević |

| 19. Januar 2018 20:30 Uhr | Slowenien              | 28:31        | Dänemark             | Varaždin Arena, Varaždin Zuschauer: 5.230 Schiedsrichter: Pichon, Reveret |
| 19. Januar 2018 20:30 Uhr | meiste Tore: Zarabec 6 | (14:16)      | meiste Tore: Svan 11 | Varaždin Arena, Varaždin Zuschauer: 5.230 Schiedsrichter: Pichon, Reveret |
| 19. Januar 2018 20:30 Uhr | Strafen: 2× 5×         | Spielbericht | Strafen: 2× 3×       | Varaždin Arena, Varaždin Zuschauer: 5.230 Schiedsrichter: Pichon, Reveret |

| 21. Januar 2018 18:15 Uhr | Deutschland         | 25:26        | Dänemark                | Varaždin Arena, Varaždin Zuschauer: 3.112 Schiedsrichter: Gubica, Milošević |
| 21. Januar 2018 18:15 Uhr | meiste Tore: Kühn 6 | (9:8)        | meiste Tore: Lindberg 9 | Varaždin Arena, Varaždin Zuschauer: 3.112 Schiedsrichter: Gubica, Milošević |
| 21. Januar 2018 18:15 Uhr | Strafen: 4× 3×      | Spielbericht | Strafen: 3× 1×          | Varaždin Arena, Varaždin Zuschauer: 3.112 Schiedsrichter: Gubica, Milošević |

| 21. Januar 2018 20:30 Uhr | Mazedonien                       | 20:31        | Spanien                 | Varaždin Arena, Varaždin Zuschauer: 3.796 Schiedsrichter: Husko, Repkin |
| 21. Januar 2018 20:30 Uhr | meiste Tore: Manaskov, Stoilov 4 | (6:15)       | meiste Tore: Gurbindo 6 | Varaždin Arena, Varaždin Zuschauer: 3.796 Schiedsrichter: Husko, Repkin |
| 21. Januar 2018 20:30 Uhr | Strafen: 3× 1×                   | Spielbericht | Strafen: 3×             | Varaždin Arena, Varaždin Zuschauer: 3.796 Schiedsrichter: Husko, Repkin |

| 23. Januar 2018 18:15 Uhr | Slowenien             | 31:26        | Spanien             | Varaždin Arena, Varaždin Zuschauer: 4.176 Schiedsrichter: Dinu, Din |
| 23. Januar 2018 18:15 Uhr | meiste Tore: Marguč 6 | (13:12)      | meiste Tore: Solé 6 | Varaždin Arena, Varaždin Zuschauer: 4.176 Schiedsrichter: Dinu, Din |
| 23. Januar 2018 18:15 Uhr | Strafen: 3× 8×        | Spielbericht | Strafen: 3× 1×      | Varaždin Arena, Varaždin Zuschauer: 4.176 Schiedsrichter: Dinu, Din |

| 23. Januar 2018 20:30 Uhr | Mazedonien             | 24:25        | Tschechien           | Varaždin Arena, Varaždin Zuschauer: 3.780 Schiedsrichter: Sotin, Wolodkow |
| 23. Januar 2018 20:30 Uhr | meiste Tore: Taleski 5 | (13:11)      | meiste Tore: Horák 8 | Varaždin Arena, Varaždin Zuschauer: 3.780 Schiedsrichter: Sotin, Wolodkow |
| 23. Januar 2018 20:30 Uhr | Strafen: 3× 2×         | Spielbericht | Strafen: 3× 5× 1×    | Varaždin Arena, Varaždin Zuschauer: 3.780 Schiedsrichter: Sotin, Wolodkow |

| 24. Januar 2018 16:00 Uhr | Slowenien                                 | 26:26        | Tschechien              | Varaždin Arena, Varaždin Zuschauer: 2.873 Schiedsrichter: Santos, Fonseca |
| 24. Januar 2018 16:00 Uhr | meiste Tore: Marguč, Zarabec, Kavtičnik 5 | (11:12)      | meiste Tore: Zdráhala 9 | Varaždin Arena, Varaždin Zuschauer: 2.873 Schiedsrichter: Santos, Fonseca |
| 24. Januar 2018 16:00 Uhr | Strafen: 3× 2×                            | Spielbericht | Strafen: 2× 4× 2×       | Varaždin Arena, Varaždin Zuschauer: 2.873 Schiedsrichter: Santos, Fonseca |

| 24. Januar 2018 18:15 Uhr | Mazedonien                 | 20:31        | Dänemark                 | Varaždin Arena, Varaždin Zuschauer: 2.343 Schiedsrichter: Mažeika, Gatelis |
| 24. Januar 2018 18:15 Uhr | meiste Tore: Kuzmanovski 6 | (12:12)      | meiste Tore: Damgaard 11 | Varaždin Arena, Varaždin Zuschauer: 2.343 Schiedsrichter: Mažeika, Gatelis |
| 24. Januar 2018 18:15 Uhr | Strafen: 1× 2×             | Spielbericht | Strafen: 3×              | Varaždin Arena, Varaždin Zuschauer: 2.343 Schiedsrichter: Mažeika, Gatelis |

| 24. Januar 2018 20:30 Uhr | Deutschland           | 27:31        | Spanien                 | Varaždin Arena, Varaždin Zuschauer: 1.289 Schiedsrichter: Pichon, Reveret |
| 24. Januar 2018 20:30 Uhr | meiste Tore: Häfner 5 | (13:14)      | meiste Tore: Balaguer 6 | Varaždin Arena, Varaždin Zuschauer: 1.289 Schiedsrichter: Pichon, Reveret |
| 24. Januar 2018 20:30 Uhr | Strafen: 3× 2×        | Spielbericht | Strafen: 3× 1×          | Varaždin Arena, Varaždin Zuschauer: 1.289 Schiedsrichter: Pichon, Reveret |

## Finalspiele

### Spiel um Platz 5
| 26. Januar 2018 15:30 Uhr | Kroatien               | 28:27        | Tschechien              | Arena Zagreb, Zagreb Zuschauer: 3.500 Schiedsrichter: Raluy López, Sabroso Ramírez |
| 26. Januar 2018 15:30 Uhr | meiste Tore: Horvat 10 | (16:10)      | meiste Tore: Stehlík 14 | Arena Zagreb, Zagreb Zuschauer: 3.500 Schiedsrichter: Raluy López, Sabroso Ramírez |
| 26. Januar 2018 15:30 Uhr | Strafen: 4× 2×         | Spielbericht | Strafen: 3× 2×          | Arena Zagreb, Zagreb Zuschauer: 3.500 Schiedsrichter: Raluy López, Sabroso Ramírez |

### Halbfinale
| 26. Januar 2018 18:00 Uhr | Frankreich               | 23:27        | Spanien             | Arena Zagreb, Zagreb Zuschauer: 6.000 Schiedsrichter: Nikolov, Načevski |
| 26. Januar 2018 18:00 Uhr | meiste Tore: Sorhaindo 6 | (9:15)       | meiste Tore: Solé 7 | Arena Zagreb, Zagreb Zuschauer: 6.000 Schiedsrichter: Nikolov, Načevski |
| 26. Januar 2018 18:00 Uhr | Strafen: 3× 4×           | Spielbericht | Strafen: 3× 4×      | Arena Zagreb, Zagreb Zuschauer: 6.000 Schiedsrichter: Nikolov, Načevski |

| 26. Januar 2018 20:30 Uhr | Dänemark               | 34:35 n. V.      | Schweden                  | Arena Zagreb, Zagreb Zuschauer: 9.000 Schiedsrichter: Geipel, Helbig |
| 26. Januar 2018 20:30 Uhr | meiste Tore: Hansen 12 | (14:16), (28:28) | meiste Tore: Zachrisson 8 | Arena Zagreb, Zagreb Zuschauer: 9.000 Schiedsrichter: Geipel, Helbig |
| 26. Januar 2018 20:30 Uhr | Strafen: 1× 3×         | Spielbericht     | Strafen: 1× 4×            | Arena Zagreb, Zagreb Zuschauer: 9.000 Schiedsrichter: Geipel, Helbig |

### Spiel um Platz 3
| 28. Januar 2018 18:00 Uhr | Frankreich                  | 32:29        | Dänemark                 | Arena Zagreb, Zagreb Zuschauer: 6.700 Schiedsrichter: Dinu, Din |
| 28. Januar 2018 18:00 Uhr | meiste Tore: N. Karabatić 9 | (17:14)      | meiste Tore: Lindberg 12 | Arena Zagreb, Zagreb Zuschauer: 6.700 Schiedsrichter: Dinu, Din |
| 28. Januar 2018 18:00 Uhr | Strafen: 4× 3×              | Spielbericht | Strafen: 3× 5×           | Arena Zagreb, Zagreb Zuschauer: 6.700 Schiedsrichter: Dinu, Din |

### Finale
| 28. Januar 2018 20:30 Uhr | Spanien                       | 29:23        | Schweden               | Arena Zagreb, Zagreb Zuschauer: 9.000 Schiedsrichter: Gubica, Milošević |
| 28. Januar 2018 20:30 Uhr | meiste Tore: Solé, Balaguer 5 | (12:14)      | meiste Tore: Nielsen 5 | Arena Zagreb, Zagreb Zuschauer: 9.000 Schiedsrichter: Gubica, Milošević |
| 28. Januar 2018 20:30 Uhr | Strafen: 4× 2×                | Spielbericht | Strafen: 4× 3×         | Arena Zagreb, Zagreb Zuschauer: 9.000 Schiedsrichter: Gubica, Milošević |

## Abschlussplatzierungen
Für die Handball-Europameisterschaft 2018 ergaben sich laut den maßgebenden Artikeln der EHF EURO Regulations folgende Abschlussplatzierungen:
| Rang   | Team           | Sp.        | Tore       | Diff.      | Punkte     |
| ------ | -------------- | ---------- | ---------- | ---------- | ---------- |
| Gold   | Spanien        | Spanien    | Spanien    | Spanien    | Spanien    |
| Silber | Schweden       | Schweden   | Schweden   | Schweden   | Schweden   |
| Bronze | Frankreich     | Frankreich | Frankreich | Frankreich | Frankreich |
| 04.    | Dänemark       | Dänemark   | Dänemark   | Dänemark   | Dänemark   |
| 05.    | Kroatien       | Kroatien   | Kroatien   | Kroatien   | Kroatien   |
| 06.    | Tschechien     | Tschechien | Tschechien | Tschechien | Tschechien |
|        |                |            |            |            |            |
| 07.    | Norwegen       | 5          | 152:144    | 0+8        | 6          |
| 08.    | Slowenien      | 5          | 134:133    | 0+1        | 4          |
|        |                |            |            |            |            |
| 09.    | Deutschland    | 5          | 124:126    | 0−2        | 4          |
| 10.    | Belarus        | 5          | 123:151    | −28        | 2          |
|        |                |            |            |            |            |
| 11.    | Nordmazedonien | 5          | 114:136    | −22        | 3          |
| 12.    | Serbien        | 5          | 136:160    | −24        | 0          |
|        |                |            |            |            |            |
| 13.    | Island         | 3          | 074:820    | 0−8        | 2          |
| 14.    | Ungarn         | 3          | 077:920    | −15        | 0          |
| 15.    | Österreich     | 3          | 080:990    | −19        | 0          |
| 16.    | Montenegro     | 3          | 066:890    | −23        | 0          |

Dabei lagen folgende Kriterien zugrunde:
- Die Platzierung der Plätze 1 bis 6 ergab sich aus dem Resultat des Finales, des Spiels um Platz 3 bzw. des Spiels um Platz 5.
- Die Plätze 7 bis 12 wurden entsprechend der Platzierung in der Hauptrunde vergeben: Die Plätze 7 und 8 belegten die Viertplatzierten, die Plätze 9 und 10 die Fünftplatzierten sowie die Plätze 11 und 12 die Sechstplatzierten der beiden Hauptrundengruppen. Maßgebend war dabei die Anzahl der erreichten Punkte in den Hauptrundenspielen. Bei Punktgleichheit ergab sich die Abschlussplatzierung nach folgenden Kriterien (vgl. Artikel 9.33.):
  - bessere Tordifferenz aller Hauptrundenspiele,
  - größere Anzahl erzielter Tore in allen Hauptrundenspielen,
  - bestplatziertes Team der EM, gegen das in der Vorrunde gespielt wurde.
- Die Plätze 13 bis 16 ergaben sich nach der Anzahl der erreichten Punkte in der Vorrunde. Bei Punktgleichheit ergab sich Abschlussplatzierung nach folgenden Kriterien (vgl. Artikel 9.15.):
  - bessere Tordifferenz aller Vorrundenspiele,
  - größere Anzahl erzielter Tore in allen Vorrundenspielen,
  - bestplatziertes Team der EM, gegen das gespielt wurde.

Europameister Spanien ist außerdem zur Teilnahme an der Weltmeisterschaft 2019 berechtigt.

## All-Star-Team
Vor dem Endspiel wurden die nachfolgenden Spieler für ihre Leistungen ausgezeichnet und in das All-Star-Team gewählt.

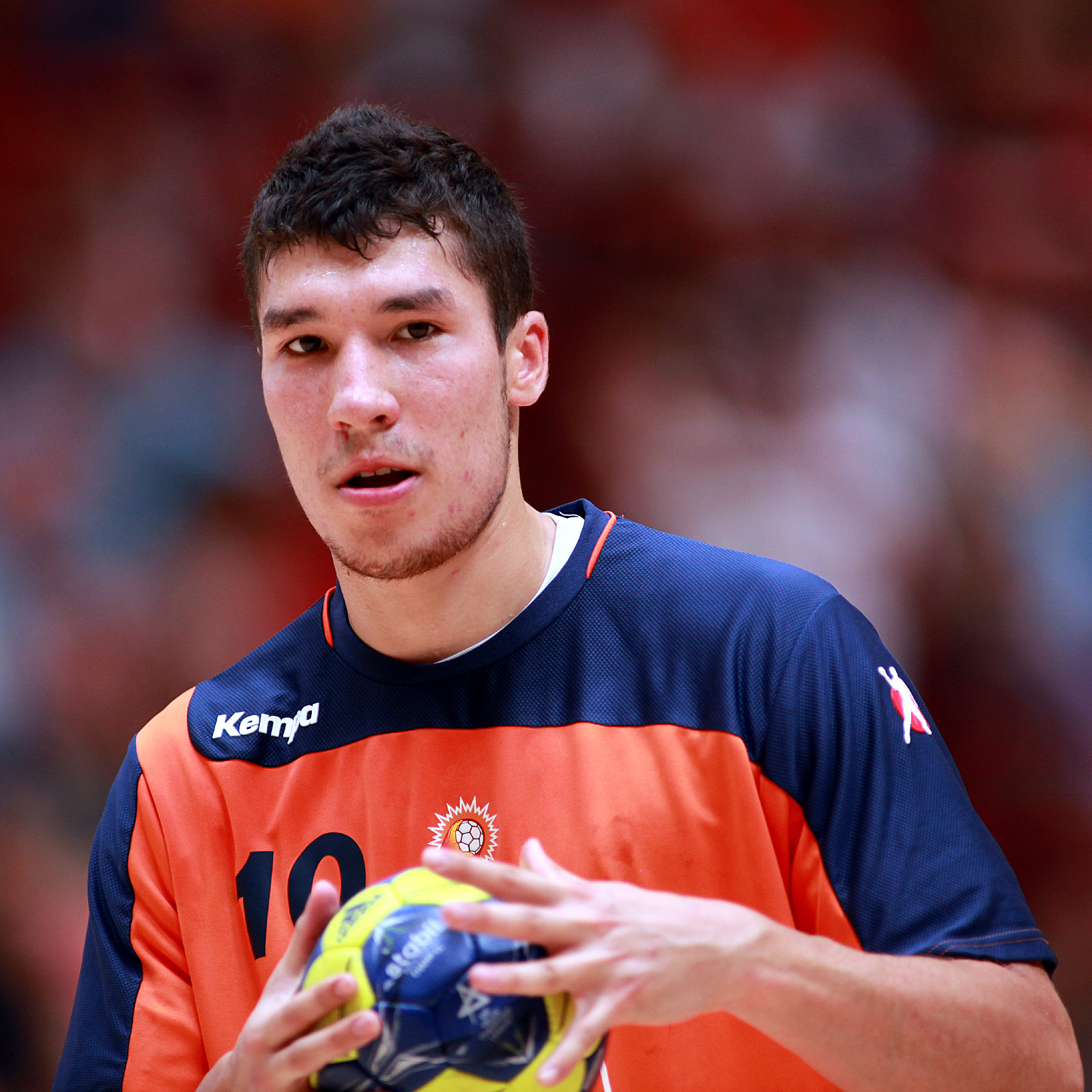
Alex Dujshebaev, bester rechter Rückraumspieler der EM 2018
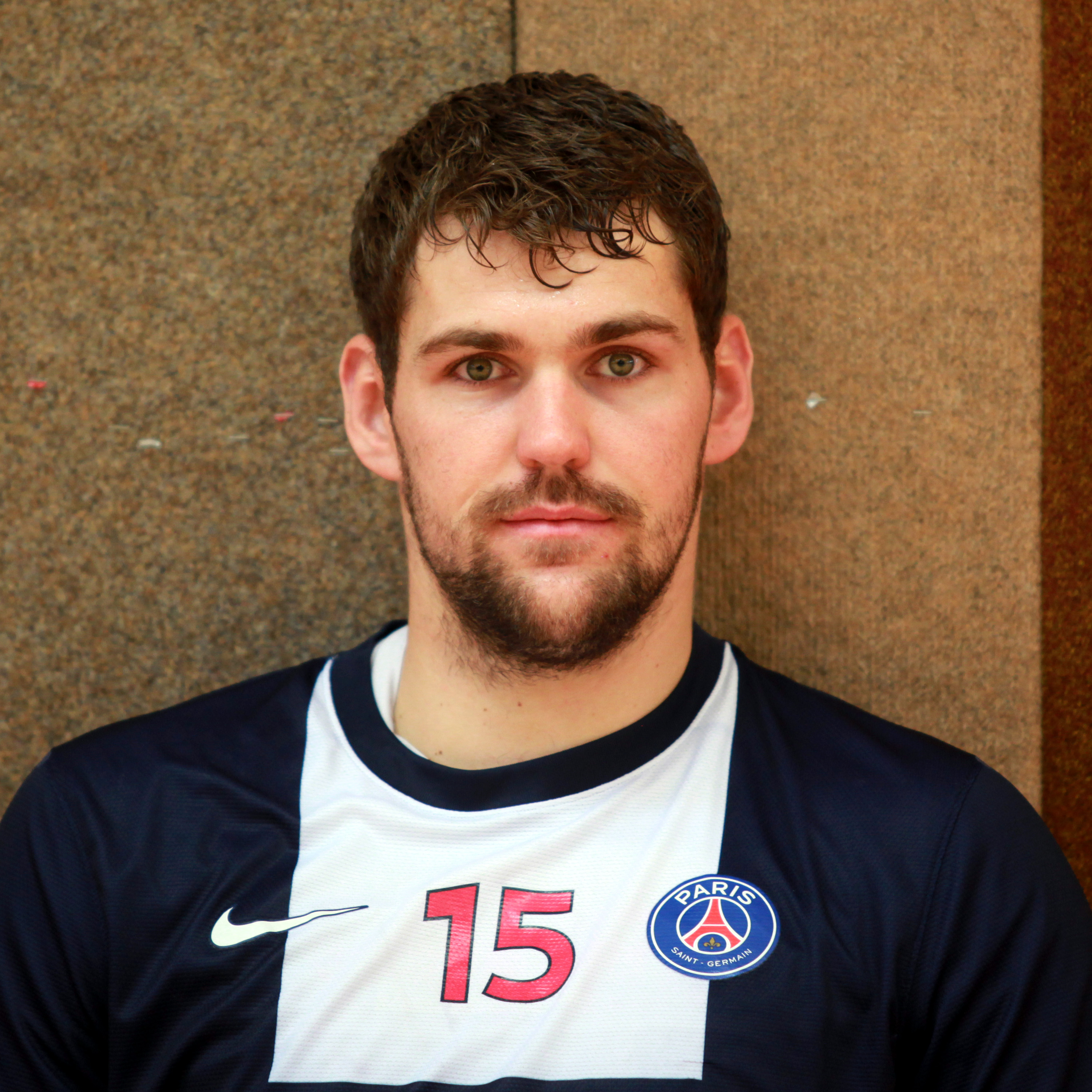
Jakov Gojun, bester Abwehrspieler der EM 2018

| Position                   | Name             | Land       |
| -------------------------- | ---------------- | ---------- |
| Tor                        | Vincent Gérard   | Frankreich |
| Linksaußen                 | Manuel Štrlek    | Kroatien   |
| Rückraum links             | Mikkel Hansen    | Dänemark   |
| Rückraum Mitte             | Sander Sagosen   | Norwegen   |
| Rückraum rechts            | Alex Dujshebaev  | Spanien    |
| Rechtsaußen                | Ferrán Solé      | Spanien    |
| Kreis                      | Jesper Nielsen   | Schweden   |
| Bester Abwehrspieler       | Jakov Gojun      | Kroatien   |
| Wertvollster Spieler (MVP) | Jim Gottfridsson | Schweden   |

## Schiedsrichter

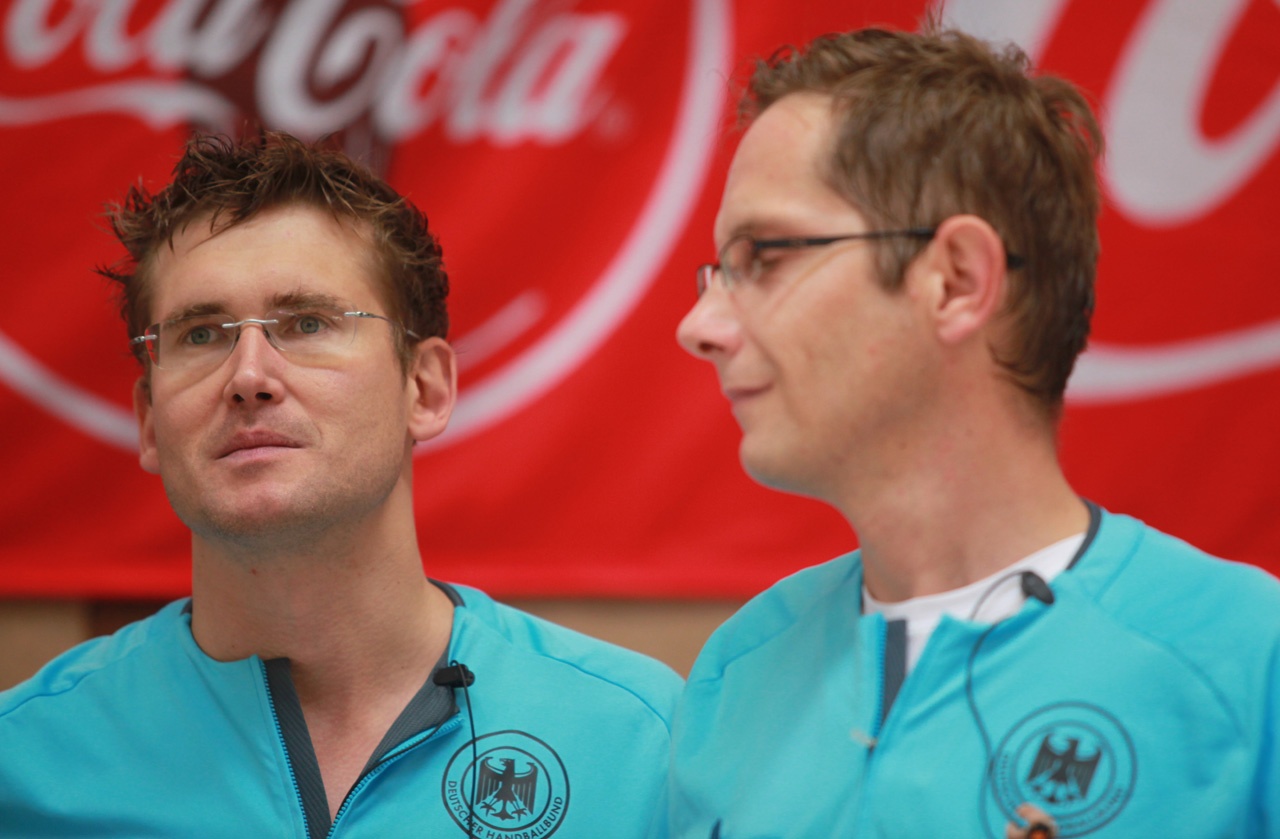
Lars Geipel (links) und Marcus Helbig (Deutschland)

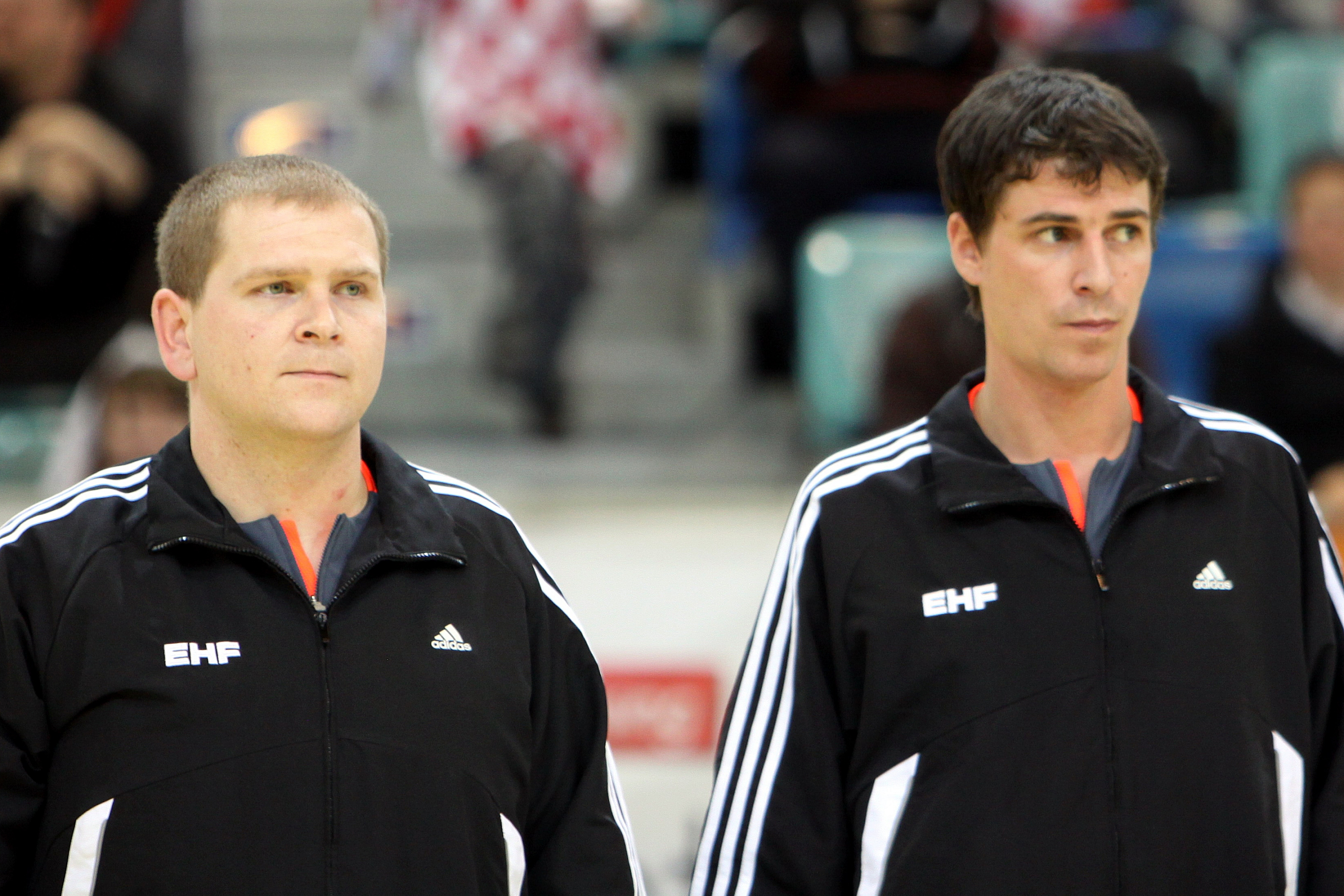
Václav Horáček (links) und Jiří Novotný (Tschechien)

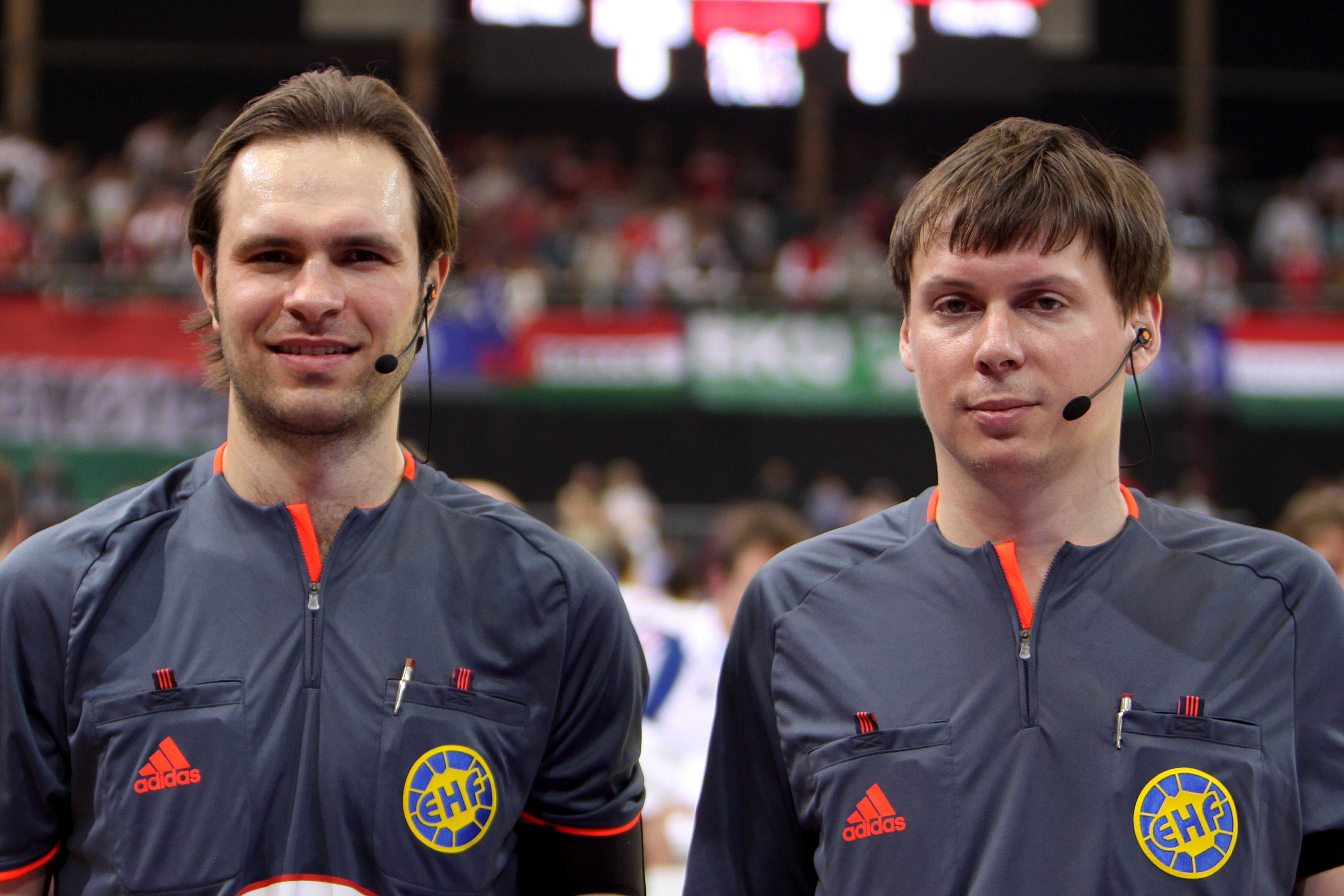
Sjarhej Repkin (rechts) und Andrej Husko (Weißrussland)

Von der EHF wurden für die Europameisterschaft zwölf Schiedsrichterpaare nominiert.
| Land        | Name                  | Einsätze                    | Einsätze                      | Einsätze                    |
| Land        | Name                  | Vorrunde (Gruppe/Spiel)     | Hauptrunde (Gruppe/Spiel)     | Finalspiele                 |
| ----------- | --------------------- | --------------------------- | ----------------------------- | --------------------------- |
| Dänemark    | Martin Gjeding        | A / SRB – SWE B / NOR – AUT | I / SRB – FRA                 |                             |
| Dänemark    | Mads Hansen           | A / SRB – SWE B / NOR – AUT | I / SRB – FRA                 |                             |
| Deutschland | Lars Geipel           | A / CRO – SRB B / AUT – FRA | I / CRO – FRA                 | Halbfinale: DEN – SWE       |
| Deutschland | Marcus Helbig         | A / CRO – SRB B / AUT – FRA | I / CRO – FRA                 | Halbfinale: DEN – SWE       |
| Frankreich  | Stévann Pichon        | C / GER – MNE D / CZE – HUN | II / SLO – DEN II / GER – ESP |                             |
| Frankreich  | Laurent Reveret       | C / GER – MNE D / CZE – HUN | II / SLO – DEN II / GER – ESP |                             |
| Kroatien    | Matija Gubica         | D / DEN – HUN C / MNE – SLO | II / GER – CZE II / GER – DEN | Finale: ESP – SWE           |
| Kroatien    | Boris Milošević       | D / DEN – HUN C / MNE – SLO | II / GER – CZE II / GER – DEN | Finale: ESP – SWE           |
| Litauen     | Vaidas Mažeika        | C / SLO – GER B / FRA – BLR | II / MKD – DEN                |                             |
| Litauen     | Mindaugas Gatelis     | C / SLO – GER B / FRA – BLR | II / MKD – DEN                |                             |
| Mazedonien  | Gjorgji Načevski      | A / SWE – ISL B / NOR – BLR | I / SWE – NOR                 | Halbfinale: FRA – ESP       |
| Mazedonien  | Slave Nikolov         | A / SWE – ISL B / NOR – BLR | I / SWE – NOR                 | Halbfinale: FRA – ESP       |
| Portugal    | Duarte Santos         | D / ESP – CZE C / MNE – MKD | I / SRB – NOR II / SLO – CZE  |                             |
| Portugal    | Ricardo Fonseca       | D / ESP – CZE C / MNE – MKD | I / SRB – NOR II / SLO – CZE  |                             |
| Rumänien    | Sorin-Laurenţiu Dinu  | C / MKD – SLO D / HUN – ESP | I / CRO – NOR II / SLO – ESP  | Spiel um Platz 3: FRA – DEN |
| Rumänien    | Constantin Din        | C / MKD – SLO D / HUN – ESP | I / CRO – NOR II / SLO – ESP  | Spiel um Platz 3: FRA – DEN |
| Russland    | Jewgeni Sotin         | A / ISL – CRO D / ESP – DEN | I / CRO – BLR II / MKD – CZE  |                             |
| Russland    | Nikolai Wolodkow      | A / ISL – CRO D / ESP – DEN | I / CRO – BLR II / MKD – CZE  |                             |
| Spanien     | Óscar Raluy López     | B / FRA – NOR A / SRB – ISL | I / SWE – FRA I / SRB – BLR   | Spiel um Platz 5: CRO – CZE |
| Spanien     | Ángel Sabroso Ramírez | B / FRA – NOR A / SRB – ISL | I / SWE – FRA I / SRB – BLR   | Spiel um Platz 5: CRO – CZE |
| Tschechien  | Václav Horáček        | B / BLR – AUT A / CRO – SWE | I / SWE – BLR                 |                             |
| Tschechien  | Jiří Novotný          | B / BLR – AUT A / CRO – SWE | I / SWE – BLR                 |                             |
| Belarus     | Andrej Husko          | D / CZE – DEN C / GER – MKD | II / MKD – ESP                |                             |
| Belarus     | Sjarhej Repkin        | D / CZE – DEN C / GER – MKD | II / MKD – ESP                |                             |

## Fernsehübertragung
Alle Partien der deutschen Mannschaft wurden von den Fernsehsendern Das Erste und ZDF übertragen. Die restlichen Spiele übertrug die Onlineplattform Sportdeutschland.TV über seinen Ableger Handball-Deutschland.TV live. Zudem zeigte Sportdeutschland.TV alle Spiele, also auch die der deutschen Mannschaft, als Highlight und als Wiederholung.

## Maskottchen
Als offizielles Maskottchen wählte die Kroatische Handballföderation einen Schäferhund, dem der Verband den Namen Tor (Kurzname für Tornjak) verlieh. Am Namenswettbewerb im Dezember 2016 nahmen mehr als 700 Fans teil.